# Nathan Glazer
Nathan Glazer (New York, 1923. február 25. – Cambridge, Massachusetts, 2019. január 19.) amerikai szociológus, történész.

## Pályája
A cári Oroszországból kivándorolt, otthon jiddisül beszélő zsidó család gyermekeként született New Yorkban. Fiatalkorában marxista beállítottságú volt, később pedig a City College of New York főiskolán más kelet-európai származású diákokkal, így Irving Howe-val, Daniel Bell-lel és Irving Kristollal alakítottak ki baloldali társaságot. Egyik központi témájuk volt, hogy a szocialista álmot hogyan válhatott a sztálini rémálommá napjaik Szovjetuniójában. Szociológusként a városok problémáira szakosodott. A Kennedy-kormányzat városrendezési szakemberként alkalmazta, majd a Johnson-kormányzatban a modellvárosok programjának felelőse volt. Közben a történelmi épületek megőrzése, így a New York-i Penn Station megőrzéséért folytatott sikertelen kampányt. Közben kiábrándult a Demokrata Párt nagy társadalmi átalakítási kísérleteiből. A hatvanas évek elején a Berkeley-n tanított, ahol a radikális diákmozgalom ellen lépett fel. Ebbéli felháborodásában alapította meg régi főiskolai barátaival 1965-ben a The Public Interest folyóiratot. Glazer 1969-től a Harvard Egyetemen tanított szociológiát, és a nyolcvanas évek neokonzervatív mozgalmának egyik kiemelkedő alakjává vált, bár ő volt az egyik első szerző is, aki úgy vélte, a mozgalom a kilencvenes években eltért eredeti célkitűzéseitől. 

## Írásai
1960-ban a később New York állam szenátoraként ismertté vált Patrick Moynihannel írta első fontos könyvét, Túl az olvasztótégelyen (Beyond the Melting Pot) címmel. Glazer 1997-ben írt, Most már mindannyian hiszünk a multikulturalizmusban (We Are All Multiculturalist Now) nagy figyelmet keltett, mert amellett érvelt, hogy a multikulturalizmus éppen a társadalmi integrációt siklatta ki, így nemhogy beteljesítette volna a hozzá fűzött reményeket, hanem az egész társadalomra rossz hatással van, a kisebbségekre is. Az amerikai Commentary folyóiratban publikált Amerikai értékek és amerikai külpolitika című írása a Szabadság/Harcosok – hidegháborús írások című kötetben jelent meg magyar nyelven 2015 tavaszán.